# Grammy Awards 2008
La 50ª edizione dei Grammy Awards si è svolta il 10 febbraio 2008 allo Staples Center di Los Angeles.
La cerimonia è stata trasmessa in diretta televisiva negli Stati Uniti dall'emittente CBS.
Trionfatrice di questa edizione è stata Amy Winehouse, vincitrice di cinque statuette, di cui tre delle quattro principali categorie.

## Vincitori e candidati
I vincitori sono scritti in grassetto.

### Categorie principali

#### Registrazione dell'anno
- Rehab - Amy Winehouse; Mark Ronson (produttore); Tom Elmhirst, Mark Ronson, Dom Morley, Vaughan Merrick e Gabriel Roth (ingegneri/mixers)
- Irreplaceable - Beyoncé; Beyoncé Knowles, Shaffer Smith e Stargate (produttori); Jim Caruana, Jason Goldstein e Geoff Rice (ingegneri/mixers)
- The Pretender - Foo Fighters; Gil Norton (produttore); Adrian Bushby e Rich Costey (ingegneri/mixers)
- Umbrella - Rihanna e Jay-Z; Kuk Harrell e C. "Tricky" Stewart (produttori); Kuk Harrell e Manny Marroquin (ingegneri/mixers)
- What Goes Around... Comes Around - Justin Timberlake; Nate (Danja) Hills, Timbaland e Justin Timberlake (produttori); Jimmy Douglass e Timbaland (ingegneri/mixers)

#### Canzone dell'anno
- Rehab scritta e cantata da Amy Winehouse
- Before He Cheats scritta da Josh Kear & Chris Tompkins e cantata da Carrie Underwood
- Hey There Delilah scritta da Tom Higgenson e cantata dai Plain White T's
- Like a Star scritta e cantata da Corinne Bailey Rae
- Umbrella scritta da Kuk Harrell, Jay-Z, Christopher Stewart & The-Dream e cantata da Rihanna con Jay-Z

#### Miglior artista esordiente
- Amy Winehouse
- Feist
- Ledisi
- Paramore
- Taylor Swift

#### Album dell'anno
- River: The Joni Letters - Herbie Hancock
- Back to Black - Amy Winehouse
- Echoes, Silence, Patience & Grace - Foo Fighters
- Graduation - Kanye West
- These Days - Vince Gill

### Pop

#### Miglior album pop vocale
- Back to Black - Amy Winehouse
- Lost Highway - Bon Jovi
- The Reminder - Feist
- It Won't Be Soon Before Long - Maroon 5
- Memory Almost Full - Paul McCartney

#### Miglior interpretazione vocale pop femminile
- Amy Winehouse - Rehab
- Christina Aguilera - Candyman
- Leslie Feist - 1234
- Fergie - Big Girls Don't Cry
- Nelly Furtado - Say It Right

#### Miglior interpretazione vocale pop maschile
- Justin Timberlake - What Goes Around... Comes Around
- Michael Bublé - Everything
- John Mayer - Belief
- Paul McCartney - Dance Tonight
- Seal - Amazing

#### Miglior interpretazione vocale pop di gruppo
- Maroon 5 - Makes Me Wonder
- Bon Jovi - (You Want to) Make a Memory
- Daughtry - Home
- Plain White T's - Hey There Delilah
- U2 - Window in the Skies

#### Miglior collaborazione vocale pop
- Robert Plant ed Alison Krauss - Gone Gone Gone (Done Moved On)
- Tony Bennett e Christina Aguilera  – Steppin' Out
- Beyoncé e Shakira – Beautiful Liar
- Gwen Stefani ed Akon – "The Sweet Escape"
- Timbaland, Nelly Furtado e Justin Timberlake – Give It to Me

### Rock

#### Miglior album rock
- Echoes, Silence, Patience & Grace - Foo Fighters
- Daughtry - Daughtry
- Revival - John Fogerty
- Magic - Bruce Springsteen
- Sky Blue Sky - Wilco

#### Miglior canzone rock
- Radio Nowhere, scritta da Bruce Springsteen, cantata da Bruce Springsteen
- It's Not Over, scritta da Chris Daughtry, Gregg Wattenberg, Mark Wilkerson e Brett Young, cantata da Daughtry
- The Pretender, scritta da Dave Grohl, Taylor Hawkins, Nate Mendel e Chris Shiflett, cantata da Foo Fighters
- Icky Thump, scritta da Jack White, cantata da The White Stripes
- Come On, scritta da Lucinda Williams, cantata da Lucinda Williams

#### Miglior interpretazione vocale rock solista
- Bruce Springsteen - Radio Nowhere
- Beck – Timebomb
- Paul McCartney – Only Mama Knows
- John Mellencamp – Our Country
- Lucinda Williams – Come On

#### Miglior interpretazione rock di un duo o un gruppo
- The White Stripes - Icky Thump
- Daughtry – It's not Over
- Green Day – Working Class Hero
- Nickelback – If Everyone Cared
- U2 – Instant Karma!

#### Miglior interpretazione hard rock
- Foo Fighters - The Pretender
- Evanescence - Sweet Sacrifice
- Ozzy Osbourne - I Don't Wanna Stop
- Queens of the Stone Age - Sick, Sick, Sick
- Tool - The Pot

#### Miglior interpretazione metal
- Slayer - Final Six
- As I Lay Dying – Nothing Left
- King Diamond – Never Ending Hill
- Machine Head – Aesthetics of Hate
- Shadows Fall – Redemption

### Alternative

#### Miglior album di musica alternative
- Icky Thump - The White Stripes
- Alright, Still - Lily Allen
- Neon Bible - Arcade Fire
- Volta - Björk
- Wincing the Night Away - The Shins

### R&B

#### Miglior album R&B
- Funk This - Chaka Khan
- Lost & Found - Ledisi
- Luvanmusiq - Musiq Soulchild
- The Real Thing: Words and Sounds Vol. 3 - Jill Scott
- Sex, Love & Pain - Tank

#### Miglior canzone R&B
- No One, scritta da Alicia Keys, Kerry Brothers Jr. e Dirty Harry, eseguita da Alicia Keys
- Beautiful Flower, scritta da India.Arie e Joyce Simpson, eseguita da India.Arie
- Hate That I Love You, scritta da M.S. Eriksen, T.E. Hermansen e Ne-Yo, eseguita da Rihanna ft. Ne-Yo
- Teachme, scritta da Ivan Barias, Adam W. Blackstone, Randall C. Bowland, Carvin Haggins, Johnnie Smith II e Corey Latif Williams, eseguita da Musiq Soulchild
- When I See U, scritta da Louis Biancaniello, Waynne Nugent, Erika Nuri, Kevin Risto, Janet Swel e Sam Watters, eseguita da Fantasia

### Country

#### Miglior album country
- These Days – Vince Gill
- Long Trip Alone - Dierks Bentley
- Let It Go - Tim McGraw
- 5th Gear - Brad Paisley
- It Just Comes Natural - George Strait

### Dance/elettronica

#### Miglior album dance/elettronico
- We Are the Night – The Chemical Brothers
- † - Justice
- Sound of Silver - LCD Soundsystem
- We Are Pilots - Shiny Toy Guns
- Elements of Life - Tiësto

#### Miglior registrazione dance
- LoveStoned/I Think She Knows – Justin Timberlake
- Do It Again - The Chemical Brothers
- D.A.N.C.E. - Justice
- Love Today - Mika
- Don't Stop the Music - Rihanna

### New Age

#### Miglior album new age
- Crestone - Paul Winter Consort
- Faces of the Sun - Peter Kater
- Sacred Journey of Ku-Kai, Volume 3 - Kitarō
- One Guitar - Ottmar Liebert
- Southwest - Eric Tingstad

### Reggae

#### Miglior album reggae
- Mind Control - Stephen Marley
- The Burning Spear Experience - Burning Spear
- The End of an American Dream - Lee "Scratch" Perry
- Anniversary - Sly & Robbie e The Taxi Gang
- Light Your Light - Toots & the Maytals

### Rap

#### Miglior album rap
- Graduation - Kanye West
- Finding Forever - Common
- Kingdom Come - Jay-Z
- Hip Hop Is Dead - Nas
- T.I. vs T.I.P. - T.I.

#### Miglior canzone rap
- Good Life, scritta da DJ Toomp, Mike Dean, T-Pain, Kanye West, James Ingram e Quincy Jones, cantata da Kanye West e T-Pain
- Ayo Technology, scritta da 50 Cent, Danja, Timbaland e Justin Timberlake, cantata da 50 Cent ft. Justin Timberlake
- Big Things Poppin' (Do It), scritta da T.I. e Byron Thomas, cantata da T.I.
- Can't Tell Me Nothing, scritta da Aldrin Davis e Kanye West, cantata da Kanye West
- Crank That, scritta da Soulja Boy, cantata da Soulja Boy

#### Migliore collaborazione con un artista rap
- Rihanna e Jay-Z – Umbrella
- Chris Brown feat. T-Pain – Kiss Kiss
- Akon feat. Snoop Dogg – I Wanna Love You
- Keyshia Cole feat. Lil' Kim e Missy Elliott – Let It Go
- Kanye West feat. T-Pain – Good Life

#### Miglior interpretazione rap solista
- Kanye West - Stronger
- Common – The People
- 50 Cent – I Get Money
- Jay-Z – Show Me What You Got
- T.I. – Big Shit Poppin' (Do It)

### Produzione

#### Produttore dell'anno, non classico
- Mark Ronson
- Howard Benson
- Joe Chiccarelli
- Mike Elizondo
- Timbaland

#### Miglior composizione remixata, non classica
- "Bring the Noise (Benny Benassi Sfaction Remix)" - Benny Benassi[3][4][5]
- "Angelicus (Andy Moor Full Length Mix)" - Andy Moor
- "Like a Child (Carl Craig Remix)" - Carl Craig
- "Proper Education (Club Mix - Radio Edit)" - Eric Prydz
- "Sorry (Dirty South Mix)" - Dirty South

### Videoclip

#### Miglior videoclip
- God's Gonna Cut You Down - Johnny Cash; Tony Kaye (regista); Rachel Curl (produttore)[6]
- 1234 - Leslie Feist
- Gone Daddy Gone - Gnarls Barkley
- D.A.N.C.E. - Justice
- Typical - Mutemath